# Macroteleia densa
Macroteleia densa är en stekelart som beskrevs av Muesebeck 1977. Macroteleia densa ingår i släktet Macroteleia och familjen Scelionidae. Inga underarter finns listade i Catalogue of Life.